# 20 Years of Jethro Tull: Highlights
| Recensione       | Giudizio |
| ---------------- | -------- |
| George Starostin | [ 1 ]    |

20 Years of Jethro Tull: Highlights è un album dei Jethro Tull, pubblicato nel 1988. È una selezione di 21 brani tratti dal box set 20 Years of Jethro Tull. La versione in vinile è composta da 27 brani suddivisi in due LP.

## Tracce

### CD
The Radio Archives & Rare Tracks
1. "Stormy Monday Blues" – 4:05
2. "Love Story" – 2:43
3. "A New Day Yesterday" – 4:19
4. "Summerday Sands" – 3:45
5. "March the Mad Scientist" – 1:47

Flawed Gems (Dusted Down)
1. "Lick Your Fingers Clean" – 2:47
2. "Overhang"  – 4:27
3. "Crossword" – 3:24
4. "Jack-A-Lynn" – 4:41

The Other Sides Of Tull
1. "Part of the Machine" – 6:54
2. "Mayhem, Maybe" – 3:04
3. "Kelpie"  – 3:32
4. "Wond'ring Aloud" – 1:58
5. "Dun Ringill" – 3:00
6. "Life Is a Long Song" – 3:17
7. "Nursie" – 1:32
8. "Grace" – 0:33

Essential Tull
1. "Witch's Promise" – 3:50
2. "Living in the Past" – 4:07
3. "Aqualung" – 7:43
4. "Locomotive Breath" – 6:00

### LP

#### Disco 1

##### Lato A
The Radio Archives & Rare Tracks
1. Stormy Monday Blues
2. Love Story
3. A New Day Yesterday
4. Summerday Sands
5. Coronach
6. March The Mad Scientist
7. Pibroch / Black Satin Dancer

##### Lato B
Flawed Gems (Dusted Down)
1. Lick Your Fingers Clean
2. Overhang
3. Crossword
4. Saturation
5. Jack-a-lynn
6. Motoreyes

#### Disco 2

##### Lato A
The Other Sides Of Tull
1. Part Of The Machine
2. Mayhem Maybe
3. Kelpie
4. Under Wraps 2
5. Wond'Ring Aloud
6. Dun Ringill
7. Life Is A Long Song
8. Nursie
9. Grace

##### Lato B
Essential Tull
1. Witch's Promise
2. Teacher
3. Living In The Past
4. Aqualung
5. Locomotive Breath

## Formazione
- Ian Anderson - voce, flauto traverso, chitarra acustica, mandolino
- Mick Abrahams - chitarra, voce
- Martin Barre - chitarra elettrica
- John Evan - tastiere
- Peter-John Vettese - tastiere
- Don Airey - tastiere
- Jeffrey Hammond - basso
- John Glascock - basso
- Dave Pegg - basso, mandolino
- Glenn Cornick - basso
- Gerry Conway - batteria
- Doane Perry - batteria
- Clive Bunker - batteria
- Dee Palmer - arrangiamento, tastiere, direzione